# Kap Verde i olympiska sommarspelen 1996
Kap Verde deltog i de olympiska sommarspelen 1996 med en trupp bestående av 4 deltagare, men ingen av landets deltagare erövrade någon medalj.

## Friidrott
Herrar
Bana
| Idrottare           | Gren                     | Heat omgång 1   | Heat omgång 1   | Heat omgång 2    | Heat omgång 2    | Semifinal        | Semifinal        | Final            | Final            |
| Idrottare           | Gren                     | Tid             | Placering       | Tid              | Placering        | Tid              | Placering        | Tid              | Placering        |
| ------------------- | ------------------------ | --------------- | --------------- | ---------------- | ---------------- | ---------------- | ---------------- | ---------------- | ---------------- |
| António Carlos Piña | Herrarnas maraton        | N/A             | N/A             | N/A              | N/A              | N/A              | N/A              | 2:34:13          | 94               |
| Henry Andrade       | Herrarnas 110 meter häck | Fullföljde inte | Fullföljde inte | Gick inte vidare | Gick inte vidare | Gick inte vidare | Gick inte vidare | Gick inte vidare | Gick inte vidare |

Damer
Track and road events
| Idrottare            | Gren               | Heat omgång 1 | Heat omgång 1 | Heat omgång 2    | Heat omgång 2    | Semifinal        | Semifinal        | Final            | Final            |
| Idrottare            | Gren               | Tid           | Placering     | Tid              | Placering        | Tid              | Placering        | Tid              | Placering        |
| -------------------- | ------------------ | ------------- | ------------- | ---------------- | ---------------- | ---------------- | ---------------- | ---------------- | ---------------- |
| Isménia do Frederico | Damernas 100 meter | 13.03         | 52            | Gick inte vidare | Gick inte vidare | Gick inte vidare | Gick inte vidare | Gick inte vidare | Gick inte vidare |